# Route I/59 (Slovaquie)
Pour les articles homonymes, voir I59 et Route 59.
La I/59 (en slovaque : cesta I. triedy 59) est une route slovaque de première catégorie reliant Banská Bystrica à la frontière polonaise. Elle mesure 111 km.

## Tracé
- Région de Banská Bystrica
  - Banská Bystrica
  - Staré Hory
  - Motyčky
  - Donovaly
- Région de Žilina
  - Liptovská Osada
  - Ružomberok
  - Likavka
  - Valaská Dubová
  - Jasenová
  - Vyšný Kubín
  - Dolný Kubín
  - Oravský Podzámok
  - Horná Lehota
  - Sedliacka Dubová
  - Dlhá nad Oravou
  - Krivá
  - Podbiel
  - Nižná
  - Tvrdošín
  - Trstená
- Pologne 7